# دیش‌لی (بولوادین)
دیش‌لی (به ترکی استانبولی: Dişli) یک منطقهٔ مسکونی در ترکیه است که در بولوادین واقع شده‌است.